# 印度地鼠
印度地鼠（学名：Nesokia indica）为鼠科地鼠属的动物。分布于亚洲西部和中东各地，西至埃及，北到中国大陆新疆，多见于荒漠、灌溉田地和河谷地带（高度不超过1000米）。该物种的模式产地在印度。种名indica意为印度的。

## 分布
阿富汗， 孟加拉国， 中国， 埃及， 印度， 伊朗， 伊拉克， 以色列， 巴基斯坦， 沙特阿拉伯， 阿拉伯叙利亚共和国， 塔吉克斯坦， 土库曼，和乌兹别克斯坦。

## 亚种
- 印度地鼠罗布泊亚种（学名：Nesokia indica brachyura），Buchner于1889年命名。在中国大陆，分布于新疆（塔里木盆地西部）等地。该物种的模式产地在新疆罗布泊。[3]
- 印度地鼠桑株亚种（学名：Nesokia indica scullyi），Wood-Mason于1876年命名。[4]